# 1977 en Italie
Chronologie de l'Italie
- 1973
- 1974
- 1975
- 1976
- 1977
- 1978
- 1979
- 1980
- 1981

## Événements
- 1er janvier : dernière diffusion de l'émission publicitaire Carosello sur la Rai 1[1].
- 12 janvier : enlèvement de Pietro Costa par les Brigades rouges[2].

- 1er février : les émissions de télévision couleur de la Rai démarrent officiellement[3].
- 6 février : les agents de police Luigi D'Andrea et Renato Barborini sont tués à Dalmine à la sortie du péage de l'autoroute A4 dans un échange de tirs avec la Banda della Comasina[4].
- 15 février : arrestation du bandit Renato Vallanzasca[4].
- 17 février : Luciano Lama, secrétaire général de la CGIL, vient dialoguer avec les étudiants qui occupent l’université de Rome pour protester contre le projet de réforme du ministre de l’instruction publique. L’accueil qu’il reçoit est si violent que le service d’ordre du PCI doit intervenir[3].

- 3 mars : « Eurocommunisme ». Réunion à Madrid des Partis communistes espagnol, français et italien[5].
- 3-11 mars : le Parlement en séance commune décide de destituer les anciens ministres Luigi Gui et Mario Tanassi pour corruption dans le cadre de l'affaire Lockheed[6].
- 11 mars : mort à Bologne de Francesco Lorusso, jeune militant d'extrême-gauche ayant appartenu au mouvement radical Lotta Continua, tué par un policier. Le lendemain, de violentes émeutes étudiantes éclatent à Rome et surtout Bologne. Les forces de l'ordre déployées en nombre dans les rues, encerclent et investissent l'université de Bologne, siège de la contestation. La répression cause plusieurs morts parmi les étudiants[7].
- 12 mars : le policier Giuseppe Ciotta est assassiné à Turin par Enrico Galmozzi, membre de Prima Linea[8].

- 5 avril : enlèvement  à Naples de Guido De Martino, fils de Francesco De Martino. Il est libéré le 15 mai[7].
- 21 avril : mort du policier Settimio Passamonti dans des affrontements à Rome entre policiers et membres du mouvement autonome[7].
- 28 avril : Fulvio Croce, bâtonnier de l'Ordre des avocats chargé de désigner les défenseurs de Renato Curcio, est tué à Turin par les Brigades rouges[7].

- 12 mai : l'étudiante Giorgiana Masi est tuée par des policiers en civil au cours d'une manifestation interdite organisée par le Parti Radical à l'occasion du troisième anniversaire du référendum sur le divorce, sur la Piazza Navona à Rome[9].

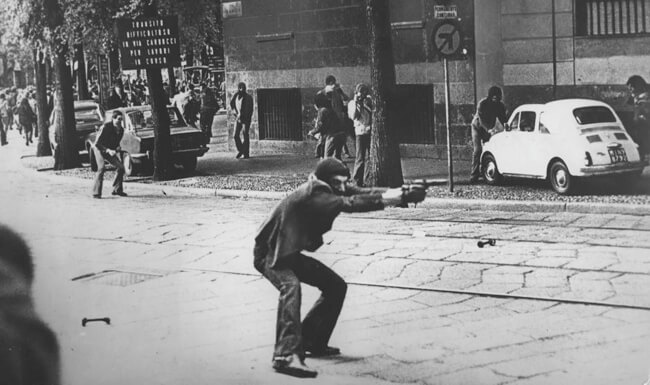
La célèbre photo de Giuseppe Memeo prise lors de l'affrontement de Milan.

- 14 mai : l'agent de police Antonio Custra est tué dans un affrontement entre la police et un groupe de militants d'extrême gauche Via De Amicis à Milan[10].

- 2 juin : le directeur du quotidien Il Giornale Indro Montanelli est touché à la jambe par les Brigades rouges à Milan[11].

- 4 juillet : les partis de l'arc constitutionnel (DC, PCI, PSI, PLI, PSDI) ratifient un accord sur le programme gouvernemental.

- 15 août : le criminel de guerre nazi Herbert Kappler profite de son hospitalisation à Rome pour s'évader et fuir en Allemagne[12].
- 28 août : manifestation contre la centrale nucléaire de Montalto di Castro[13].

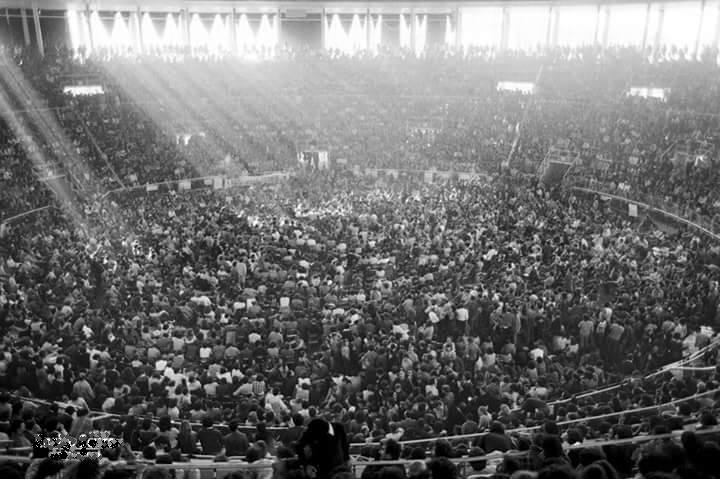
Convegno contro la repressione.

- 24-26 septembre : congrès de Bologne contre la répression (Convegno contro la repressione) réunie 10 000 personnes à Bologne dont les intellectuels Franco Basaglia, Dario Fo et Franca Rame, des signataires de l'appel de Sartre contre la répression[14].
- 29 septembre : une étudiante de 19 ans, Elena Pacinelli, est blessée par balle à Rome ; le lendemain, le militant de Lotta continua, Walter Rossi, est abattu par un groupe de néofascistes alors qu'il distribuait des tracs de protestation près de siège du Mouvement social italien du quartier de la Balduina[15].
- 1er octobre : violentes émeutes à Turin, opposant les ex-militants de Lotta Continua (extrême gauche) qui s'en prennent aux militants du Mouvement social italien (extrême-droite), puis au bar L'angelo azzuro, habituellement fréquenté par de jeunes militants de droite ; l'étudiant apolitique Roberto Crescenzio est tué par un cocktail Molotov[15].

- 24 octobre : le ministre de l'intérieur Francesco Cossiga crée les unités spéciales antiterroristes[16].

- 16 novembre : à Turin , les Brigades rouges tirent quatre coups de feu sur le directeur adjoint de La Stampa, Carlo Casalegno, décédé douze jours plus tard[17].

- 18 novembre : promulgation de la loi no 902 sur la répartition des résidus du patrimoine des syndicats fascistes supprimés[18].
- 28 novembre : un commando néofasciste poignarde à mort l'ouvrier communiste Benedetto Petrone à Bari[15].
- 2 décembre :
  - manifestation nationale de 250 000 metalmeccanici à Rome[19].
  - quatre membres de Prima Linea tirent dans les jambes du psychiatre Giorgio Coda à Turin[20].

- L’année 1977 est extrêmement agitée. 1 600 attentats terroristes font 31 morts. Le mouvement révolutionnaire regroupe deux tendances : l’une, « créative » et spontanée, essentiellement tournée vers la dérision et le refus de la société industrielle, l’autre, « autonome » et militarisée qui veut utiliser la violence pour se battre contre l’État. Cette seconde tendance est représentée et théorisée par Toni Negri et Oreste Scalzone. À Rome, Bologne, puis dans toute l’Italie des troubles éclatent, provoquant des affrontements entre forces de l’ordre et manifestants au cours desquels des coups de feu sont tirés.
- 7,2 % de la population active au chômage en Italie (3,2 % en 1970).

## Culture
- 22 juin : Napoli milionaria, opéra de Nino Rota, sur un livret d'Eduardo De Filippo, est créé au Festival dei due mondi de Spolète, au Teatro Nuovo.

### Cinéma
- 23 juillet : 22e cérémonie des David di Donatello.

#### Films italiens sortis en 1977
- 17 mars : Un borghese piccolo piccolo (Un bourgeois tout petit petit), film de Mario Monicelli
- 2 septembre : Padre padrone, film des frères Taviani
- 27 octobre : Mogliamante (La Maîtresse légitime), film de Marco Vicario

#### Autres films sortis en Italie en 1977
- 12 août : Una giornata particolare (Une journée particulière), film italo-canadien d'Ettore Scola

#### Mostra de Venise
- Lion d'or : non décerné
- Coupe Volpi pour la meilleure interprétation féminine : non décerné
- Coupe Volpi pour la meilleure interprétation masculine : non décerné

### Littérature

#### Livres parus en 1977
- La primavera di Cosroe, de Pietro Citati

#### Prix et récompenses
- Prix Strega : Fulvio Tomizza, La miglior vita (Rizzoli)
- Prix Bagutta : Sandro Penna, Stranezze, (Garzanti)
- Prix Campiello : Saverio Strati, Il selvaggio di Santa Venere
- Prix Napoli : Nino Casiglio (it), Acqua e sale, (Rusconi)
- Prix Stresa : Eugenio Travaini, Il vento in testa, (Rizzoli)
- Prix Viareggio : Davide Lajolo, Veder l'erba dalla parte delle radici

## Naissances en 1977
- 5 février : Simone Cristicchi, chanteur, auteur-compositeur-interprète
- 29 mai : Massimo Ambrosini, footballeur.

## Décès en 1977
- 21 janvier : Sandro Penna, 70 ans, poète (º 12 juin 1906)
- 15 mai : Benedetta Cappa, 79 ans, peintre et écrivain, qui se rattache au courant du futurisme. (° 14 août 1897)
- 4 juin : Roberto Rossellini, 71 ans, réalisateur. (° 8 mai 1906)
- 19 juillet : Ambrogio Casati, 79 ans, peintre et sculpteur, lié au mouvement futuriste italien de l'entre-deux guerres. (° 27 octobre 1842)
- 15 novembre : Maria Zanoli, 81 ans, actrice de théâtre et de cinéma. (° 26 octobre 1896)